# Aja
Aja — шестой студийный альбом американской джаз-рок-группы Steely Dan, вышедший 23 сентября 1977 года на лейбле ABC Records. Диск достиг 3-го места в США и 5-го в Великобритании и получил 23 февраля 1978 года премию Грэмми в категории Лучший инжиниринг альбома, неклассического (премию получили звукоинженеры Эллитот Шайнер, Bill Schnee, Al Schmitt и Роджер Николс). В 2003 году журнал Rolling Stone включил этот альбом под № 145 в список «500 величайших альбомов всех времён по версии журнала Rolling Stone». Альбом получил положительные отзывы музыкальных изданий и критиков, включая Allmusic, Роберта Кристгау, BBC Music, Rolling Stone.
6 апреля 2011 года альбом «Aja» был признан Библиотекой Конгресса США (англ. The Library of Congress) «культурно, исторически и эстетически важным» и добавлен в Национальный реестр аудиозаписей США на 2010 год.
Дональд Фейгин дал название альбому по имени корейской девушки, вышедшей замуж за брата его студенческого друга. Обложку сделал фотограф Hideki Fujii, изобразив на ней японскую фотомодель и актрису Sayoko Yamaguchi..

## Запись
Альбом был спродюсирован давним продюсером Steely Dan Гэри Катцем и их давним звукоинженером Роджером Николсом. В записи альбома приняли участие многие ведущие сессионные музыканты. Восьмиминутный заглавный трек содержит джазовую аккордовую прогрессию и соло саксофониста Уэйна Шортера.

## Релиз и продажи
Aja был выпущен ABC Records 23 сентября 1977 года. В преддверии релиза Кац убеждал относительно замкнутых Фейгена и Беккера повысить свой общественный авторитет и организовал встречу с Ирвингом Азоффом, чтобы обсудить вопрос о найме его в качестве их менеджера. Поначалу Фейген был против, сказав: «Мы были готовы блаженно прожить жизнь без менеджера».
Благодаря связям Азоффа с музыкальными магазинами и тому, что альбом предлагался по сниженной цене, Aja стал, по словам Камерона Кроу в декабрьском номере Rolling Stone 1977 года, «одним из самых горячих альбомов сезона и, безусловно, самым быстро продаваемым альбомом Steely Dan». Он достиг первой пятёрки чарта Billboard Top LPs & Tape в течение трёх недель после выхода, а в итоге занял третье место, став самым продаваемым альбомом группы в США. Альбом также стал самым продаваемым альбомом группы в Великобритании, достигнув пятого места в чарте UK Albums Chart. По данным Billboard, Aja стал самым большим хитом Steely Dan и одним из первых альбомов, получивших платиновый сертификат Ассоциации звукозаписывающих компаний Америки (RIAA).
Попытки сделать объёмный микс альбома для выпуска в конце 1990-х годов были пресечены, когда выяснилось, что отсутствуют многодорожечные записи «Black Cow» и заглавного трека. Universal Music отменила планы по выпуску многоканальной SACD-версии альбома по той же причине. В примечаниях к ремастированному переизданию альбома 1999 года Фэген и Беккер предложили вознаграждение в 600 долларов за пропавшие записи или любую информацию, которая поможет их найти.

## Отзывы
| Оценки критиков                      | Оценки критиков |
| Источник                             | Оценка          |
| ------------------------------------ | --------------- |
| Allmusic                             | [ 1 ]           |
| Chicago Tribune                      | [ 13 ]          |
| Christgau's Record Guide             | B+              |
| Encyclopedia of Popular Music        | [ 15 ]          |
| MusicHound Rock                      | 4.5/5           |
| Pitchfork                            | 10/10           |
| Q                                    | [ 18 ]          |
| Rolling Stone                        | [ 2 ]           |
| The Rolling Stone Album Guide        | [ 19 ]          |
| Tom Hull – on the Web                | A−              |
| BBC Music                            | +               |
| Virgin Encyclopedia of Popular Music | [ 22 ]          |

Альбом получил положительные отзывы музыкальных изданий и критиков, включая Allmusic, Rolling Stone, Robert Christgau, BBC Music.
Рецензируя альбом в 1977 году в журнале Rolling Stone, Майкл Даффи отметил, что «концептуальные рамки музыки [Steely Dan] сместились от рок-н-ролла в сторону более гладкой, потрясающе чистой и просчитанной мутации различных рок-, поп- и джазовых идиом», а их тексты «остаются такими же приятно тупыми и циничными, как и прежде». Он добавил, что «крайнее интеллектуальное самосознание» дуэта, хотя и начинает проявляться в этом альбоме, «может быть именно тем качеством, которое делает Уолтера Беккера и Дональда Фейгина идеальными музыкальными антигероями семидесятых»". Роберт Кристгау из The Village Voice написал, что он «ненавидел эту пластинку довольно долго, прежде чем понял, что, в отличие от The Royal Scam, она меня немного растянула», и отметил, что он «благодарен за то, что студенческий цинизм Фейгина и Беккера пошёл на спад», но беспокоится, что предпочтение более длинных, более сложных песен «может превратиться в их фатальный недостаток». Грег Кот также не был рад стилистическому уходу группы, написав позже в Chicago Tribune: «Клиническая холодность, впервые проявившаяся на The Royal Scam, здесь доведена до совершенства. Более длинные, вялые песни сменяются прежней язвительностью». Барри Уолтерс был более благосклонен в ретроспективной рецензии для Rolling Stone, сказав: «Рок всегда прекрасно воплощал подростковые переживания. Но это редкость, когда рок улавливает сложности взрослых горестей почти исключительно своим звуком».
Историк джаза Тед Джиоя привёл Aja в качестве примера того, как Steely Dan «доказали, что поп-рок может в равной степени выиграть от здоровой дозы джаза» во время их первоначального пребывания в группе, что совпало с периодом, когда рок-музыканты часто экспериментировали с джазовыми идиомами и техниками. Аманда Петрусич написала в Pitchfork, что альбом «настолько же джазовый, насколько и попсовый», а Бен Рэтлифф из The New York Times сказал, что он «создал новый стандарт отношений между джазом и роком, который был практически невоспроизводим ни Steely Dan, ни кем-либо ещё [. … запись прогрессивного джаза с бэкбитами, хипстерское продолжение того, что двумя десятилетиями ранее было видением Гила Эванса». В списке лучших джазовых альбомов, составленном Диланом Джонсом для GQ, Aja занял 62-е место.
Благодаря высоким стандартам производства альбом был назван музыкальными журналистами одной из лучших тестовых записей для аудиофилов. Уолтерс отметил в своей рецензии, что «сюрреалистическое звуковое совершенство альбома, его мелодическая и гармоническая сложность — музыка настолько технически требовательная, что ее создателям пришлось пригласить сессионных игроков из списка A-list, чтобы воплотить звуки, которые они слышали в своей голове, но не могли сыграть даже на тех инструментах, которыми они владели». Рецензируя переиздание полностью аналогового винилового LP Aja в 2007 году, Кен Кесслер из Hi-Fi News & Record Review поставил высшую оценку качеству записи и исполнения и назвал альбом «возвышенным джаз-роком, который ничуть не постарел — если только вы не считаете „интеллект“ устаревшим — это все, что вы ожидали от болезненно хиповых/крутых Беккера и Фейгина».

## Список композиций
Все песни написаны дуэтом авторов-исполнителей Уолтером Беккером (соло-гитара, бас-гитара) и Дональдом Фейгеном (вокал, клавишные, синтезатор). В записи альбома приняли участие множество сессионных музыкантов, включая знаменитого саксофониста Уэйна Шортера (джазового тенор- и сопрано-саксофониста и композитора, многократного обладателя Грэмми), ударника Джима Келтнера (которого называют «лучшим сессионным барабанщиком в Америке»), гитариста Ларри Карлтона, композитора и гитариста Ли Райтнаура, барабанщика Стив Гэдда.
Side one
1. «Black Cow» — 5:10
2. «Aja» — 7:57
3. «Deacon Blues» — 7:37

Side two
1. «Peg» — 3:57
2. «Home at Last» — 5:34
3. «I Got the News» — 5:06
4. «Josie» — 4:33

## Чарты
| Чарт (1977)                      | Высшая позиция |
| -------------------------------- | -------------- |
| Австралия (Kent Music Report)    | 9              |
| Канада (RPM Top Albums/CDs)      | 3              |
| Нидерланды (Album Top 100)       | 9              |
| Новая Зеландия (RMNZ)            | 3              |
| Норвегия (VG-lista)              | 10             |
| Швеция (Sverigetopplistan)       | 35             |
| Великобритания (UK Albums Chart) | 5              |
| США (Billboard 200)              | 3              |

| Чарт (1978)                 | Позиция |
| --------------------------- | ------- |
| Канада (RPM Top Albums/CDs) | 23      |
| Новая Зеландия (RMNZ)       | 49      |
| США (Billboard 200)         | 5       |

### Синглы вPop Singles
| Год  | Сингл                                   | Лейбл и номер | Позиция |
| ---- | --------------------------------------- | ------------- | ------- |
| 1978 | «Peg» (B-side: «I Got the News»)        | ABC 12320     | 11      |
| 1978 | «Deacon Blues» (B-side: «Home at Last») | ABC 12355     | 19      |
| 1978 | «Josie» (B-side: «Black Cow»)           | ABC 12404     | 26      |

## Награды
Grammy Awards (Церемония 23 февраля 1978)
| Год  | Победитель | Категория                                  |
| ---- | ---------- | ------------------------------------------ |
| 1978 | Aja        | Лучший инжиниринг альбома, неклассического |

## Сертификации
| Регион | Сертификация  | Продажи    |
| --- | ------------- | ---------- |
| Канада (Music Canada) | 2× Платиновый | 200 000^   |
| Великобритания (BPI) | Золотой       | 100 000    |
| США (RIAA) | 2× Платиновый | 2 000 000^ |
| ^ Данные о тиражах приведены только на основе сертификации. · Данные о продажах + прослушиваниях приведены только на основе сертификации. |               |            |